# Kleinstzwergkauz
Der Kleinstzwergkauz (Glaucidium minutissimum, Syn.: Glaucidium sicki), auch als Zwerg-Sperlingskauz oder kurz  Zwergkauz bezeichnet, ist eine Eulenart aus der Gattung der Sperlingskäuze. Er kommt in Paraguay, in Brasilien und vermutlich in Argentinien vor.

## Beschreibung

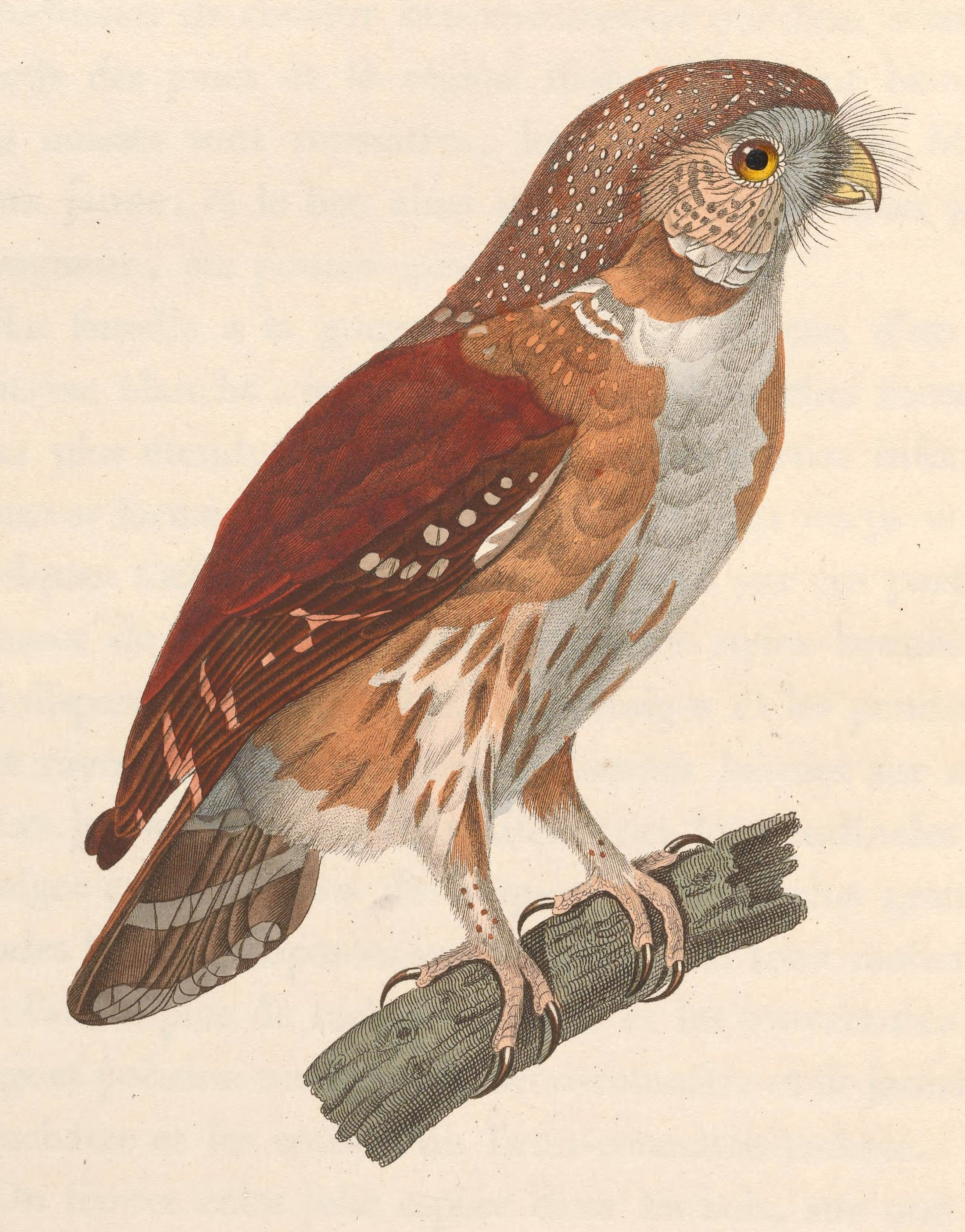
Zeichnung eines Kleinstzwergkauzes

Der Kleinstzwergkauz ist eine kleine Eule, die eine Größe von 14 bis 15 Zentimetern erreicht. Bei den Altvögeln ist der Gesichtsschleier hell graubraun mit einigen undeutlichen rötlichbraunen konzentrischen Linien. Die Augenbrauen sind weißlich. Der Oberkopf und die Oberseite sind dunkel zimtbraun bis lebhaft braun. Am Oberkopf sind kleine weißliche Flecken zu sehen. Im Nacken befindet sich ein Occipitalgesicht, das feine weißliche oder hell lohfarbene Flecken oder Sprenkel aufweist. Mantel und Rücken sind schlicht lebhaft braun. Die Flügeldecken zeigen wenige helle Sprenkel, aber keine größeren, unregelmäßig geformten weißlichen Flecken. Die Hand- und Armschwingen sind dunkelbraun mit weißlichen Flecken an den Innen- und Außenfahnen, die helle Binden über den geöffneten Flügeln bilden. Die Handschwingen sind an der Unterseite weißlich. Der Schwanz ist dunkelbraun mit drei bis vier sichtbaren gebrochenen weißlichen Binden. Um die Kehle ist ein rundlicher weißlicher Bereich zu erkennen, der oberhalb von einem schmalen rötlichbraunen Band und seitlich von einer dichten Marmorierung, die Bereiche mit einigen wenigen Flecken bildet, begrenzt wird. Die übrige Unterseite ist schmutzigweiß mit einer lohfarben-rötlichbraunen Strähnung an den Flanken. Der Lauf ist befiedert, die Zehen sind beborstet. Die Augen sind gelb. Die Wachshaut ist gelblichgrau. Der Schnabel ist gelblich hornfarben mit einem leicht grünlichen Anflug. Die Zehen sind gelblich. Die Krallen sind hornfarben mit dunklen Spitzen. Flügel und Schwanz sind ziemlich rundlich. Die Küken sind beim Schlüpfen weißlich. Die Nestdunen (Mesoptil) sehen in Färbung und Struktur den Federn der Altvögel ähnlich. Der Oberkopf der juvenilen Vögel ist rötlichbraun ohne Flecken. Die Stirn zeigt manchmal einige wenige helle Flecken.

## Lautäußerungen
Die Lautäußerungen des Männchens bestehen aus einem ziemlich hohen, dumpfen Doppelton, der etwas überdröhnt klingt und in Intervallen von einigen Sekunden wiederholt wird. Wenn der Vogel aufgeregt ist, werden manchmal drei bis vier Töne in einer Phrase wiedergegeben.

## Verbreitung

Verbreitungsgebiet des Kleinstzwergkauzes

Das Verbreitungsgebiet erstreckt sich in Brasilien vom südöstlichen Bahia südlich nach Santa Catarina östlich nach Minas Gerais weiter südlich nach Mato Grosso und Paraná, sowie weiter in das angrenzende östliche Paraguay und vermutlich bis in den Osten des nordöstlichen argentinischen Bundesstaates Misiones.

## Lebensraum
Der Kleinstzwergkauz bewohnt immergrüne Regenwälder und Waldränder in tropischen und subtropischen Klimata, wobei anscheinend Primärwälder bevorzugt werden. Er kommt gewöhnlich von Meereshöhe bis in Höhenlagen von 500 bis 800 m vor. Im südöstlichen Brasilien ist er auch in Höhenlagen bis zu 1000 m anzutreffen.

## Lebensweise
Der Kleinstzwergkauz ist ein standorttreuer Vogel. Er ist teilweise tagaktiv, geht aber meist in der Abend- und Morgendämmerung auf Nahrungssuche. Seine Lebensweise ist bisher nur wenig erforscht, vermutlich ist sie jedoch der anderer südamerikanischer Sperlingskäuze ähnlich. Die Nahrung besteht aus Insekten und kleinen Wirbeltieren. Auch über sein Brutverhalten ist nichts bekannt. Vermutlich errichtet er in verlassenen Spechthöhlen in Baumstämmen oder größeren Ästen seine Nester. Menschen gegenüber ist er sehr zutraulich. Häufig wird er von kleineren Vögeln attackiert.

## Systematik
Claus König und Friedhelm Weick haben das Taxon im Jahre 2005 als Sick-Zwergkauz (Glaucidium sicki) (zu Ehren des Deutsch-Brasilianers Helmut Sick) neubeschrieben. Sie gaben an, dass das Typusexemplar, das 1830 von Prinz Maximilian zu Wied-Neuwied als Strix minutissima beschrieben wurde und sich im Walter Rothschild Zoological Museum in Tring befindet, nahezu identisch mit dem Pernambuco-Zwergkauz (Glaucidium mooreorum) ist. Claus König brachte beim South American Classification Committee (SACC) den Vorschlag ein, das Binomen Glaucidium minutissimum für den Pernambuco-Zwergkauz zu verwenden und den Namen Glaucidium mooreorum als ungültiges Synonym zu betrachten. Dieser Vorschlag wurde 2008 vom SACC abgelehnt, da sich Königs Argumentation lediglich auf die Beschreibung von Prinz zu Wied-Neuwied bezieht, aber nicht auf eine eingehende genetische Untersuchung des Typusexemplars, das in Bahia aufgesammelt wurde und somit auch nicht aus dem bekannten Verbreitungsgebiet des Pernambuco-Zwergkauzes stammt. Im Gegensatz zu König & Weick (2008) wird in den wichtigsten taxonomischen Check-Listen (Howard & Moore, Clements, IOC) weiterhin der Name Glaucidium minutissimum für den Kleinstzwergkauz und Glaucidium mooreorum für den Pernambuco-Zwergkauz verwendet. Gelegentlich wurden früher der Palmenzwergkauz (Glaucidium palmarum), der Graukopf-Zwergkauz (Glaucidium griseiceps), der Amazonaszwergkauz (Glaucidium hardyi), der Parkerzwergkauz (Glaucidium parkeri), der Sanchezzwergkauz (Glaucidium sanchezi) und der
Hoskinszwergkauz (Glaucidium hoskinsii) als Unterarten von Glaucidium minutissimum betrachtet.

## Etymologie und Forschungsgeschichte
Die Erstbeschreibung des Kleinstzwergkauzes erfolgte 1830 durch Maximilian zu Wied-Neuwied unter dem wissenschaftlichen Namen Strix minutissima. Das Typusexemplar wurde im Binnenland von Bahia gesammelt. Bereits 1832 führte Friedrich Boie die für die Wissenschaft neue Gattung Glaucidium ein. Dieser Name leitet sich von γλαυξ (glaux) für Eule ab. Der eigentliche Name ist die Diminutivform und bedeutet deshalb kleine Eule. Der Artname minutissimum hat seinen Ursprung in lateinisch minutissimus, minutus, minuere ‚extrem klein, klein, kleiner‘. Alfred Laubmann sah in Strix pumila Temminck, 1821 ein Synonym zur Nominatform. Temminck wiederum bezog sich auf Noctura de rapiña del caburé von Félix de Azara. Den einzigen Nachweis für Paraguay sah er im Departamento Alto Paraná durch Arnaldo de Winkelried Bertoni. Allerdings zweifelte er diese Beschreibung als mögliche Verwechslung mit dem ähnlichen Brasilzwergkauz (Glaucidium brasilianum Gmelin, JF 1788) an.